# 迈克尔·麦肯齐
迈克尔·麦肯齐（英語：Michael McKenzie，1967年7月3日—），澳大利亚男子游泳运动员。他曾代表澳大利亚参加1986年英联邦运动会游泳比赛，获得一枚银牌和一枚铜牌。他也曾参加1988年夏季奥林匹克运动会。